# Antwon Tanner
Antwon Tanner (født 14. april 1975) er en amerikansk skuespiller. Han er mest kendt for sin rolle som "Skills" i The CWs tv-serie One Tree Hill og har desuden medvirket sitcommen Moesha, dens spinoff The Parkers og i film som 7eventy 5ive.

## Udvalgt filmografi
- Moesha (5 afsnit; 1996-1997)
- 187 (1997)
- The Parkers (2 afsnit; 2001)
- One Tree Hill (108 afsnit; 2003-2012)
- Never Die Alone (2004)
- Coach Carter (2005)
- 7eventy 5ive (2007)